# Abel Barriola
Abel Barriola Ezkurra (Leitza, Navarra, 18 de mayo de 1978) es un expelotari español que se desempeñaba en la posición de zaguero.

## Trayectoria
En su paso por el campo aficionado logró el Campeonato de España Juvenil individual en 1996. Ya en profesionales, en 1999 logró el subcampeonato del Manomanista de 2ª Categoría. Tras un par de duros años con continuos problemas en sus manos, en 2001 dio un salto cualitativo en su carrera profesional logrando la txapela en el Campeonato del Cuatro y Medio y finalmente se consagró al vencer con sorprendente facilidad a Beloki en la final del Manomanista del 2002, con un contundente 22-3. Asimismo, logró el subcampeonato del Manomanista en las ediciones del año 2007 y 2008. Sus éxitos en el Cuatro y Medio han continuado con su victoria en el Campeonato navarro del Cuatro y Medio en la edición del año 2002 y 2008.
En la edición de Campeonato de Parejas del año 2011, se clasificó para la final formando pareja con Xala, si bien no pudo jugar la final al no conceder las empresas el aplazamiento que solicitó debido a una lesión sufrida en la liguilla de semifinales. Fue sustituido por el también zaguero navarro Mikel Beroiz, que hacía así su primera aparición en una gran final, sin poder alcanzar el triunfo.
En el año 2014 logró la única txapela grande que faltaba en su palmarés al vencer en compañía de Juan Martínez de Irujo en el Campeonato de Parejas. Con este triunfo, Abel Barriola se convirtió en uno de los siete únicos pelotaris, junto a Julián Retegi, Fernando Arretxe, Olaizola II, Juan Martínez de Irujo, Urrutikoetxea y Oinatz Bengoetxea que ha logrado las tres txapelas de las máximas competiciones de la mano profesional: manomanista, mano parejas y cuatro y medio.
En 2017 recibió la Medalla de Oro al Mérito Deportivo de Navarra, máximo galardón concedido por el Gobierno de Navarra a nivel deportivo por su trayectoria deportiva en la pelota mano.

## Finales Manomanista
| Año  | Campeón       | Subcampeón | Tanteo | Frontón   |
| ---- | ------------- | ---------- | ------ | --------- |
| 2002 | Barriola      | Beloki     | 22-03  | Atano III |
| 2007 | Olaizola II   | Barriola   | 22-10  | Atano III |
| 2008 | Bengoetxea VI | Barriola   | 22-11  | Atano III |

## Finales de mano parejas
| Año  | Campeones                    | Subcampeones               | Tanteo | Frontón |
| ---- | ---------------------------- | -------------------------- | ------ | ------- |
| 2011 | Olaizola II - Begino         | Xala - Beroiz (1)          | 22-14  | Bizkaia |
| 2014 | Martínez de Irujo - Barriola | Olaizola II - Aretxabaleta | 22-13  | Bizkaia |

(1) Beroiz sustituyó en la final a Barriola por lesión de este último.

## Finales del Cuatro y Medio
| Año  | Campeón           | Subcampeón | Tanteo | Frontón   |
| ---- | ----------------- | ---------- | ------ | --------- |
| 2001 | Barriola          | Eugi       | 22-10  | Ogueta    |
| 2002 | Olaizola II       | Barriola   | 22-13  | Ogueta    |
| 2004 | Olaizola II       | Barriola   | 22-08  | Ogueta    |
| 2006 | Martínez de Irujo | Barriola   | 22-21  | Ogueta    |
| 2007 | Titín III         | Barriola   | 22-15  | Ogueta    |
| 2010 | Martínez de Irujo | Barriola   | 22-17  | Atano III |

## Final del manomanista de 2.ª Categoría
| Año      | Campeón | Subcampeón | Tanteo | Frontón              |
| -------- | ------- | ---------- | ------ | -------------------- |
| 1999 (1) | Rai     | Barriola   | 22-08  | Municipal de Vergara |